# أونتاريو
أونتاريو (بالإنجليزية والفرنسية: Ontario) هي المقاطعة الأكثر اكتظاظاً بالسكان حيث يقطنها أكثر من ثلث سكان البلد. هي ثاني أكبر مقاطعات ومناطق كندا الثلاثة عشر من حيث المساحة بعد كيبك. عاصمتها تورونتو وهي العاصمة الاقتصادية والعلمية للبلاد كما تقع في الولاية عاصمة كندا السياسية أوتاوا. عدد سكان المقاطعة حسب إحصائية 2012 هو 12,851,821 ، وذلك يمثل حوالي 37.9% من سكان كندا. مساحتها 1,076,395  كم2. اكتشفها الفرنسي صمويل دي شامبلان عام 1613 م، وحكمتها فرنسا حتى سنة 1763 م، ثم تسلمتها بريطانيا، وانضمت للاتحاد الكندي عام 1867.

## جغرافيا
يحد أونتاريو من الشمال خليج هدسون وخليج جيمس، ومن الشرق مقاطعة كيبك، ومن الغرب مقاطعة مانيتوبا، ومن الجنوب الولايات المتحدة الأمريكية.
تقع أراضيها في النطاق المطل على البحيرات العظمى من الجهة الشمالية، ويتميّز هذا الإقليم بوجود سهول زراعية خصبة، تعقبها شمالًا منطقة مرتفعة غنية بالموارد الطبيعية والمعادن. ومن بين المسطحات المائية الواقعة في شمال المقاطعة بحيرة الضحك (كندا), التي تصب روافدها ضمن شبكة المياه المتجهة نحو خليج هدسون أو البحيرات العظمى.

### المناخ
يسودها المناخ المعتدل البارد، وهناك فروق واضحة بين شمال الإقليم وجنوبه، فالأجزاء الشمالية توصف بالشتاء البارد الطويل وبتساقط الجليد، أما الصيف فدافىء قصير، وفي الجنوب يطول فصل الصيف الدافىء نسبياً، والتساقط المطري يتراوح بين 750 و 1000 ملم، ويطول فصل النمو فيصل إلى 140 يوماً ولهذا تنمو الغابات الصنوبرية والنفضية.

## التركيبة السكانية

### اللغة
اللغة الأساسية في أونتاريو هي الإنجليزية، حيث يتحدث بها ما يقارب 70% من سكان في المقاطعة حسب إحصاء 2011 م. هناك أيضاً سكان يتحدثون الفرنسية يتمركز وجودهم في مناطق الشمال الشرقي والشرقي. وحسب قانون خدمات اللغة الفرنسية، يتم الإلزام بتقديم الخدمات الحكومية المناطقية باللغة الفرنسية إذا كان عدد السكان الذين سجّلوا الفرنسية كلغتهم الأم بأكثر 10% في منطقةٍ ما. ما يقارب 4% من سكان أونتاريو يتحدثون الفرنسية كلغتهم الأم، في حين 11% منهم يتحدثون اللغتين الفرنسية والإنجليزية معاً حسب إحصاء 2011 م. اللغات المهاجرة من العربية والألمانية و الهولندية و الإيطالية والهندية و الجوراتية والتاميلية والإسبانية والبولندية والبرتغالية و الصينية والبنجابية كلها يُتحدث بها من قبل المهاجرين القادمين إلى هذه المنطقة.

### الدين
في عام 2011 كانت أكبر طائفة في منطقة أنتاريو هم الرومان الكاثوليكيين ( يشكلون مايقارب 31.4% من السكان) بينما كانت الكنيسة المتحدة لكندا تمثل 7.5% من السكان والكنيسة الإنجليكانية تمثل مانسبته 6.1% من السكان. أيضاً مايقارب 32.1% من السكان لم يحددوا أي ارتباط بأي دين. تشكل بقية الأديان الأخرى أقليات موجودة في المنطقة مثل الإسلام (4.6%) واس ( 2.9%) واليهود(1.5%) وغيرها.

## أكبر المدن
من أكبر المدن في مقاطعة أونتاريو:
- آيتون، أونتاريو
- تورونتو
- أوتاوا
- برامبتون
- سكاربورو
- لندن
- ميسيساغا
- هاميلتون
- ويندزر (أونتاريو)، ويندزر